# チョコレート・ソルジャー
『チョコレート・ソルジャー』（原題：จีจ้า ดื้อ สวย ดุ、英題：RagingPhoenix）は、2009年のタイ映画。

## 概要
『チョコレート・ファイター』で、鮮烈なデビューを果たしたジージャー・ヤーニンの主演第2作目。
酔拳のような動きをするムエタイとヒップホップ及びカポエイラの動きなどを組み合わせたオリジナルマーシャルアーツ、「メイライユット」を会得して、ギャング団との闘いに挑むジージャーの姿に注目。
2009年11月、マレーシアにて公開。2009年11月、シンガポールにて公開。2010年3月、大阪アジアン映画祭にて日本初上映される。2010年3月、韓国にて公開。

## ストーリー
ロックバンドのドラマーのドゥ(ジージャー・ヤーニン)は、バンドの演奏中に、彼氏の浮気現場に遭遇する。そこで騒動を起こしてしまい、バンドをクビになってしまう。母親とはうまくいかず、父は他界していてすでにいない。自暴自棄のドゥは、酔っぱらって、ひとり街をさまよっていた。そんなドゥに、目をつけたギャングたちが、ドゥを拉致しようとする。ドゥ自身は、気づいてはいなかったが、ドゥは、ギャングたちが探す特別な理由を持った少女だったのだ。
ギャングにさらわれそうになったところをサニム(カズ・パトリック・タン)とその仲間たちに助けられる。ドゥは、なかば好奇心から、メイライユットという武術をサニムたちから学びはじめる。そんなサニムたちには、ギャングたちに、恋人や妻、妹をさらわれてしまった過去があった。好奇心から始まったドゥの行動は、周りの人間たちを巻き込み、彼女自身の新しい運命をも切り開いていく。そして、ドゥはある行動に出るのだが・・・。

## キャスト
- ジージャー・ヤーニン：ドゥ (小清水亜美)
- カズ・パトリック・タン：サニム
- SOMPONG "B-BOY HASTE" LEARTVIMOLKASAME：キーマー
- NUI "B-BOY MR.GO ROCK" SANDANG：キームー
- BOONPRASERT "B-BOY OMAN" SALANGAM：キークワイ
- ルンタワン・ジンターシン：ジャガー・ロンドン(ジャガーギャング団ボス)
- マーク・ニー・ホアン：ジャガー・トウキョウ
- デヴィッド・ブエノ：ジャガー・ボンベイ
- SAROCHA RUAMPAOTHAI：サニムの婚約者 パイ
- タケシタ　アイノ：さらわれた日本人

## 参考
- 「จีจ้า ดื้อ สวย ดุ(RagingPhoenix)」タイ公式サイト
- จีจ้า ดื้อ สวย ดุ(RagingPhoenix) ・・・BD(UK版、USA版、France版)、DVD(タイ版、マレーシア版)、VCD(タイ)